# Grupenhagen (Aerzen)
Grupenhagen ist ein Ortsteil des Fleckens Aerzen im Landkreis Hameln-Pyrmont in Niedersachsen.

## Geographische Lage
Der Ort liegt etwa 10 km westlich der Kreisstadt Hameln. Südlich der Ortschaft liegt der Lüningsberg, nördlich liegt der Hauben. Von Westen nach Osten durchfließt der Beberbach den Ort. Von den Goldbecker Höhen kommend, fließt der Goldbach in der Ortsmitte in den Beberbach. Der Blick nach Westen endet an der Hohen Asch.

## Geschichte
Am 1. Januar 1973 wurde Grupenhagen in den Flecken Aerzen eingegliedert.

### Ortswappen

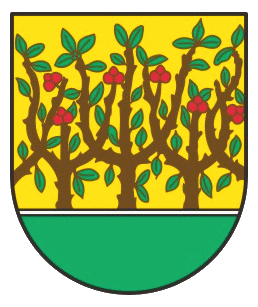
Ortswappen Grupenhagen

Das Ortswappen zeigt auf goldenem Grund eine grüne Hecke mit sechs roten Rosen, die aus grünem Boden erwächst.
Der Landgemeinde Grupenhagen wurde, mit Erlass vom 6. Oktober 1933, die Genehmigung zur Führung des Wappens vom Preußischen Staatsministerium erteilt.

## Vereine
Folgende Vereine haben sich in Grupenhagen organisiert:
- DRK-Ortsverein Grupenhagen / Multhöpen mit der Senioren-Tanzgruppe
- Freiwillige Feuerwehr zusammen mit der Jugendfeuerwehr und dem Musikzug der Feuerwehr Grupenhagen
- Kultur- und Heimatverein Grupenhagen
- Niedersächsische Kameradschaftsvereinigung e. V. Kameradschaft Grupenhagen
- Tennisfreunde Grupenhagen
- Verein für Kultur-, Volks- und Heimatpflege zusammen mit der Kindertanzgruppe
- Landfrauenverein Hameln-Pyrmont e. V. Ortsgruppe Aerzen

## Verkehr

### Straßenverkehr
Grupenhagen liegt direkt an der L432, die vor Groß Berkel nach Bösingfeld verläuft. Die nächste Autobahn ist die Bundesautobahn 2 bei Rehren.